# Dicarbonato de dimetila
Propriedades
O dicarbonato de dimetilo é um líquido transparente e incolor com uma densidade de 1,25 g/mL. O ponto de inflamação é de 85 °C, os limites de explosão situam-se entre 3 % (valor inferior) e 29,9 % (valor superior), a temperatura de decomposição é de 172 °C.
Utilizações
O dicarbonato de dimetilo (abreviado DMDC) é um agente de esterilização a frio que proporciona proteção contra os microrganismos. É normalmente utilizado na indústria das bebidas contra leveduras, bactérias e bolores. É designado com o código E 242 e é utilizado em bebidas alcoólicas (por exemplo, vinho, sidra, bebidas mistas com cerveja) e bebidas não alcoólicas (por exemplo, limonadas ou iced teas ).
O dicarbonato de dimetilo é adicionado às bebidas por um sistema de dosagem antes do enchimento para garantir a estabilização microbiológica do mesmo. Pode ser adicionado um máximo de 200 mg/L de dicarbonato de dimetilo ao vinho e um máximo de 250 mg/L aos refrigerantes e outras bebidas alcoólicas, tais como sidra, bebidas mistas de cerveja ou vinho espumante.
A adição deve ser efetuada com um dispositivo de dosagem. A simples agitação fará com que o produto se afunde no recipiente devido à sua elevada densidade e baixa solubilidade na água, pelo que não terá qualquer efeito. Apenas a utilização de um dispositivo de dosagem pode garantir uma ótima homogenização do dicarbonato de dimetilo na bebida e, por conseguinte, numa elevada possibilidade de contacto com os microrganismos existentes. O dicarbonato de dimetilo é comercializado pela Lanxess com o nome comercial Velcorin®.2
Compatibilidade
O dicarbonato de dimetilo é corrosivo para a pele e para os olhos, tóxico por inalação e ingestão.

Tempo de descomposição do dicarbonato de dimetilo
O valor do pH tem apenas uma ligeira influência na descomposição, o fator decisivo é a temperatura:
   a 10 °C → aprox. 5 horas.
   a 20 °C → cerca de 2 horas.             

   a 30 °C → aprox. 1 h